# 초이전인
초이전인(광둥어: 蔡俊彥 Coi3 Zeon3 Jin6, 중국어 정체자: 蔡俊彥, 간체자: 蔡俊彦, 병음: Cài Jùnyàn 차이쥔옌[*], 한자음: 채준언, 영어: Ryan Choi 라이언 초이[*], 1997년 10월 9일~)은 홍콩의 펜싱 선수로 주 종목은 플뢰레이다. 2020년 하계 올림픽에 참가했으며 세계 선수권 대회에서 금메달 1개, 동메달 1개를 획득했다.